# Flautabass
A Flautabass egy orgonaregiszter; németül Flötenbass, magyarul Basszusfuvola. Az orgona fuvolahangot adó regisztere, amely egy adott orgona pedálművére készült. Általában 16’ és 8’ magasságban építik, de előfordul 32’ magasságban is. A fuvolacsalád bármely tagjából készülhet regiszter a pedálműre, így lehet például Doppelflötenbass.